# Сага про Вельсунгів
«Сага про Вельсунгів» (ісл. Vǫlsunga saga) — ісландська сага XIII століття. Найвідоміша з «Саг про давні часи», яка розповідає про легендарну історію Скандинавії в термінах загальногерманських міфів. Описує виникнення та занепад роду Вельсунгів (Сігмунда та Сігурда), включно з історією Брунгільд та знищення бургундського дому. Сагу засновано на епічній поезії. Найстарше з відомих графічних зображень сюжету знайдено на одному з так званих каменів Сігурда в Швеції (різьба Рамсунн) та належить до XI століття. Власне сюжет є набагато старшим й описує події, які відбувалися в Європі у V столітті.
Єдиний збережений рукопис саги, Ny kgl. Saml. 1824 b 4to, належить до 1400 року. В цьому рукописі «Сага про Вельсунгів» безпосередньо переходить в «Сагу про Рагнара Лодброка».
«Сага про Вельсунгів» повторює сюжетні події, які зустрічаються в «Старшій Едді», але, на відміну від «Старшої Едди», події тут вибудовано в єдину сюжетну оповідь.
Найвідоміший виклад частини сюжету «Саги про Вельсунгів» — «Пісня про Нібелунгів», написана середньоверхньонімецькою мовою, яку було створено ще до «Саги про Вельсунгів» (знайдено рукописи, які відносять до XIII століття). В «Пісні про Нібелунгів» використано інші імена героїв: так, замість Сігурда — Зігфрід.
Значний вплив «Саги про Вельсунгів» видно в тетралогії Ріхарда Вагнера «Кільце Нібелунга». Сюжет давньої саги значно вплинув на сюжет тетралогії про проклятий перстень.
«Сага про Вельсунгів» характерна тим, що в сюжеті особливо часто наявним образом присутній Одін та інші персонажі скандинавської міфології. В зв'язку цим важко відділити фактичну основу сюжету від міфологічної. Разом з тим, присутність в тексті міфологічних персонажів робить сагу цінним джерелом для вивчення скандинавських дохристиянських вірувань та обрядів. Так у 6-ій главі знайшов, імовірно, своє відображення ритуал ініціації, в рамках якого молоді воїни жили «вовчим життям» в лісі.